# Heptapirgión (Salónica)

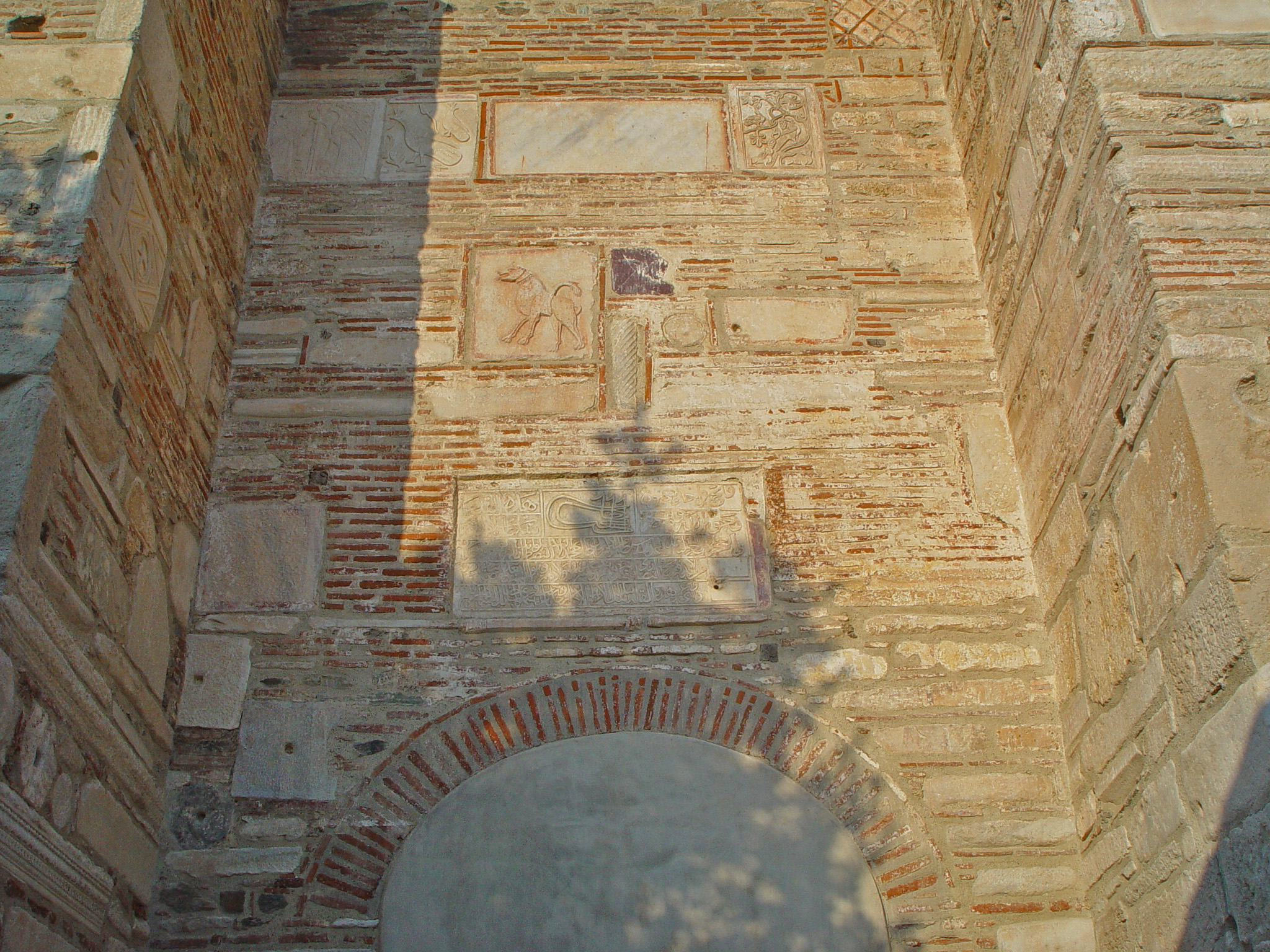
Inscripción otomana sobre la puerta. Varios elementos expoliados de esculturas anteriores, fueron empleados para la mampostería en su reconstrucción.

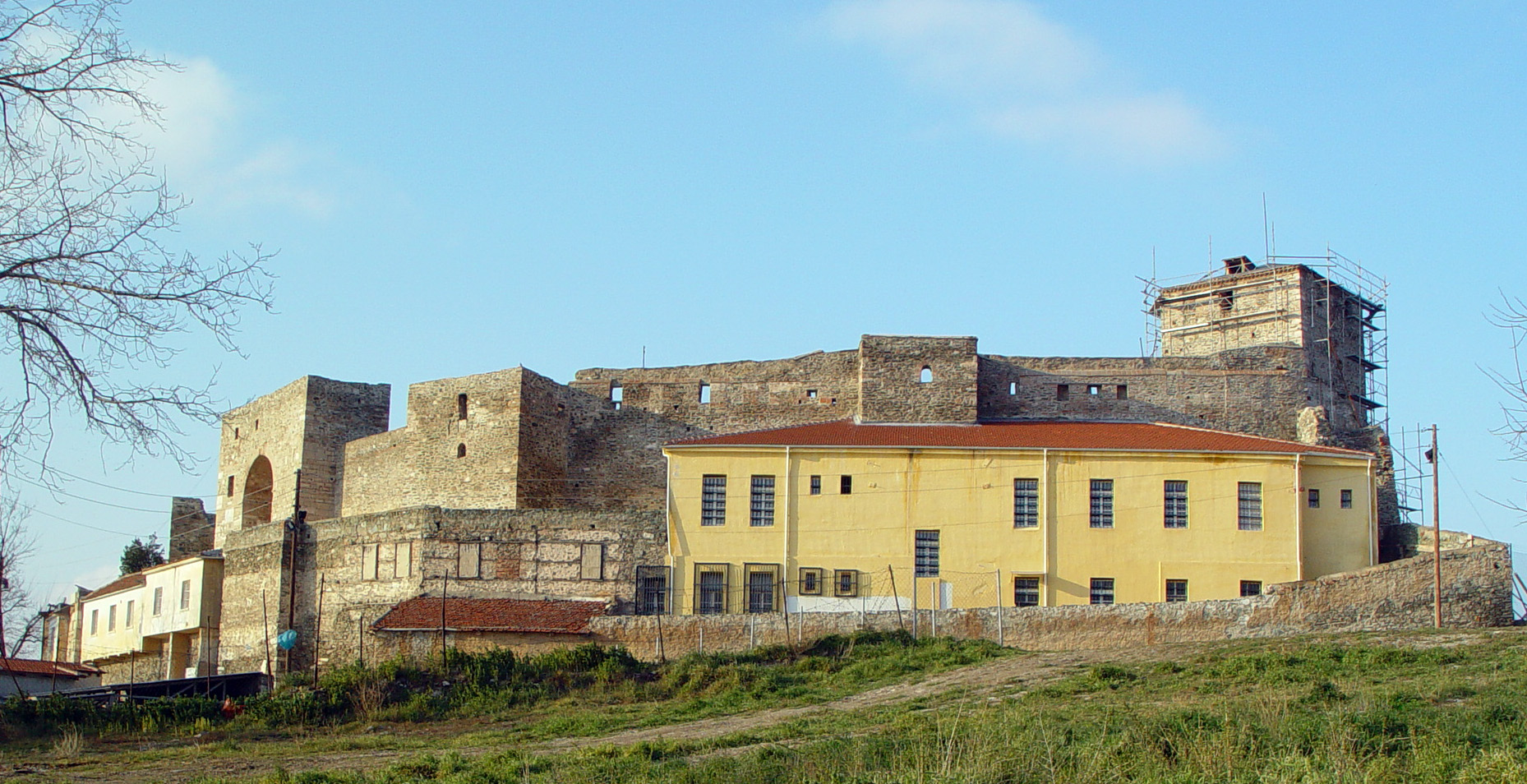
Vista general del Heptapyrgion.

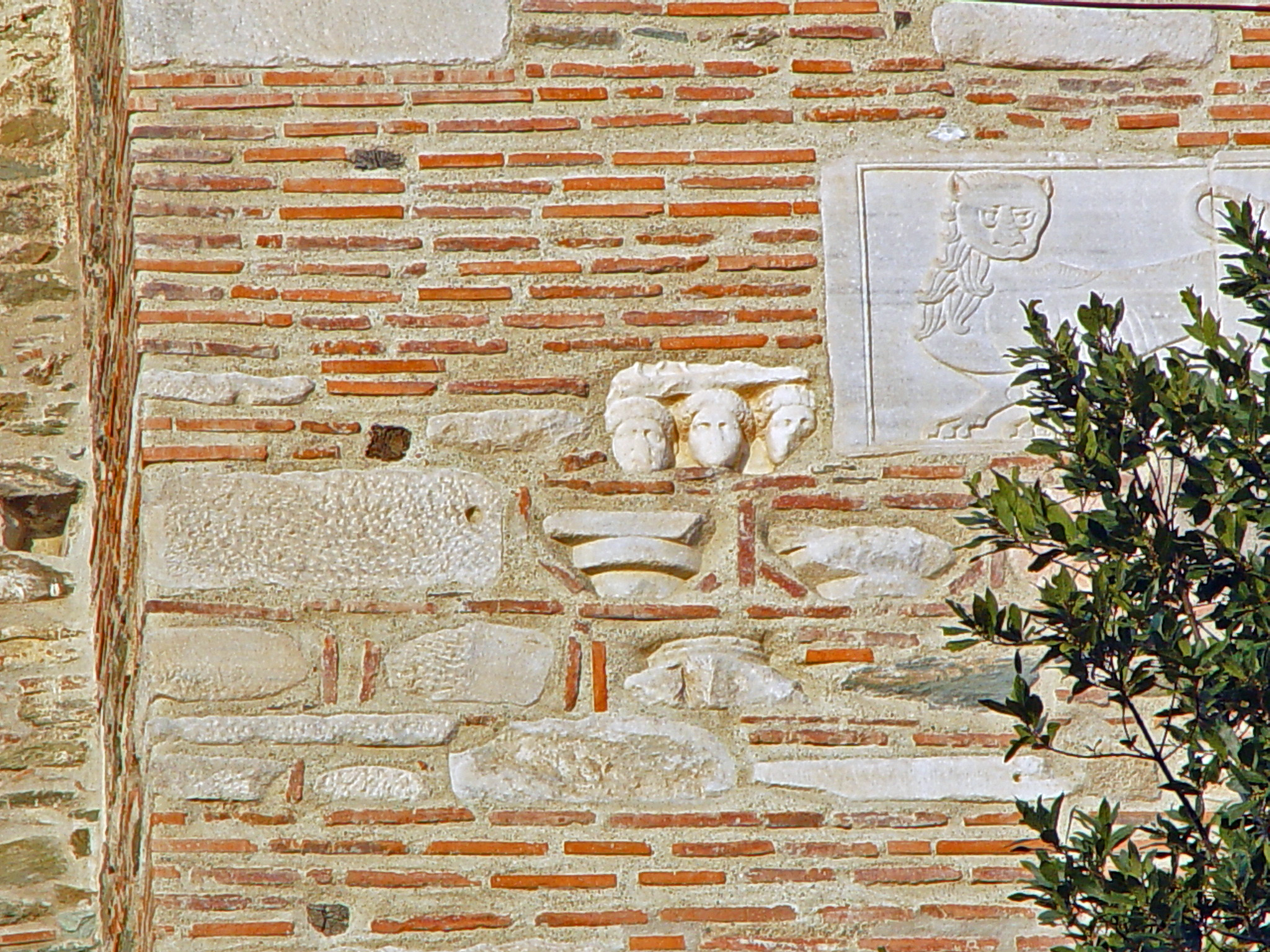
Detalle de la mampostería con la reutilización de piezas romanas y bizantinas de escultura.

El Heptapyrgion (en griego: Ἑπταπύργιον) se encuentra entre los Monumentos paleocristianos y bizantinos de Tesalónica que fueron declarados por la Unesco Patrimonio de la Humanidad en 1988.

## Historia
La ciudad de Salónica o Tesalónica fue fundada en el año 315 a. C. por el rey Casandro de Macedonia. Durante la época romana  fue la capital de las cuatro provincias de Macedonia y conserva entre sus monumentos diversas iglesias de los siglos IV y XV de la época bizantina así como, entre otras, las iglesias de San David de Tesalónica y San Demetrio de arte paleocristiano.

## Heptapyrgion
El Heptapyrgion, también conocido con el nombre turco Yedi Kule, es una fortaleza bizantina y otomana situada en el extremo noreste de la acrópolis de Tesalónica en Grecia. A pesar de su nombre, que en ambos idiomas significa «Fortaleza de las Siete Torres» cuenta, en realidad, con diez. Sirvió de reducto importante de la acrópolis de la ciudad, así como sede de la guarnición y su comandante en la época otomana, hasta finales del siglo XIX.
El testimonio principal fiable con respecto a la fortaleza es la inscripción colocada sobre su puerta, que indica que fue reconstruida por Çavuş Bey, el primer gobernador de la ciudad otomana, en 1431, inmediatamente después de la conquista otomana de la ciudad:

Esta acrópolis fue conquistada y capturada por la fuerza, de las manos de los infieles y los francos, con la ayuda de Dios, por el sultán Murad, hijo del sultán Mehmed, a quien Dios nunca deja de dar la bandera de la victoria. Y un mes después, esta torre fue reconstruida y fundada por Çavuș Bey, rey de los emires y los grandes, en el mes de Ramadán, el año 834 (1431 dC).

En un inventario de armas y municiones en las diferentes concentraciones de Tesalónica de 1733 se proporciona los nombres de las torres turcas: Fener Kulesi, Makasli Kule, Su Kulesi, Tzepchane Kulesi, Hapischane Kulesi, Kiz Kulesi, Abar Kulesi Zehir, Hisar Mascotas, Kanli Bourgaz, y Tabialar Çengene. Los tres últimos, a diferencia de las torres, son considerados bastiones.

## Transformación en prisión
En el siglo XIX, el fuerte cayó en desuso y se convirtió entonces en una prisión durante la década de 1880, no se sabe la fecha con precisión aunque ya aparece en un mapa de la ciudad en 1899, su construcción fue modificada para el nuevo uso, que permaneció en funcionamiento hasta 1989, cuando fue trasladada a las afueras de la ciudad. Las referencias a la infame prisión Yedi Kule abundan en las canciones griegas.

## Restauración
El monumento fue confiado a continuación, al Ministerio de Cultura y el Servicio Regional de Arqueología bizantino, que ya se había ocupado anteriormente  en trabajos de restauración durante el año 1973 en la parte noroeste de la muralla  y más tarde entre 1983 y 1985 para reparar los daños producidos por el terremoto de 1978.
A partir de 1990, empezaron a participar diversas instituciones con programas arqueológicos y de restauración de la Universidad Aristóteles de Tesalónica, universidades estadounidenses de Cornell, el centro para la Preservación y Patrimonio del Monte Athos, y la municipalidad de Tesalónica, trabajos que continúan en el 2010. 